# Javapedia
Javapedia es un proyecto abiertamente inspirado en Wikipedia. Su objetivo es la creación de una enciclopedia en línea sobre la plataforma Java. El proyecto fue lanzado en junio de 2003, durante la conferencia de desarrolladores JavaOne. Forma parte del sitio java.net, de Sun como punto de encuentro para la comunidad de desarrolladores de Java. Los artículos en la Javapedia están escritos desde un punto de vista neutral.
El proyecto Javapedia difiere de la Wikipedia en varios aspectos, que incluyen:
- Todo el mundo puede ver los artículos, pero muchas otras acciones, incluyendo la edición, están restringidas únicamente a los usuarios registrados.
- Javapedia utiliza el software TWiki, la Wikipedia utiliza MediaWiki.
- Se utiliza la convención de nombres camelCase, los nombres de los artículos en la Wikipedia son más versátiles.
- En la Javapedia se utiliza la licencia Creative Commons License (Attribution v1.0), la Wikipedia utiliza la licencia de documentación libre GNU.